# Lahawot Chawiwa
Lahawot Chawiwa (hebr. להבות חביבה) – kibuc położony w Samorządzie Regionu Menasze, w dystrykcie Hajfa, w Izraelu. Członek Ruchu Kibucowego (Ha-Tenu’a ha-Kibbucit).

## Położenie
Kibuc Lahawot Chawiwa leży w północno-wschodniej części równiny Szaron na południe od masywu Góry Karmel, w otoczeniu miasta Baka-Dżatt, miasteczka Zemer, moszawów Achituw, Sede Jicchak i Ma’or, oraz kibucu Maggal.

## Historia
Pierwotnie w miejscu tym znajdowała się arabska wioska al-Jalama (arab. الجلمة), która podczas wojny domowej w Mandacie Palestyny została zajęta i zniszczona 1 maja 1948 roku przez żydowski oddział Hagany.
Współczesny kibuc został założony w 1949 roku przez członków młodzieżowej organizacji syjonistycznej Ha-Szomer Ha-Cair, którzy wyemigrowali z Czechosłowacji. Nazwano go na cześć Havivy Zeik (1914–1944), która została wysłana ze specjalną misją do okupowanej przez nazistów Europy. W 1951 roku kibuc został przeniesiony 3 km na wschód, na swoją obecną lokalizację. W dawnym miejscu powstał rok później moszaw Sede Jicchak.

### Nazwa
Nazwę kibucu można przetłumaczyć jako „Płomienie Chawiwy” (Chawiwa – hebrajskie imię żeńskie).

## Edukacja i kultura
W kibucu znajduje się szkoła podstawowa Amit. W kibucu znajduje się ośrodek kultury, basen pływacki oraz boisko do piłki nożnej.

## Gospodarka
Gospodarka kibucu opiera się na intensywnym rolnictwie i sadownictwie.

## Transport
Na wschód od kibucu przebiega autostrada nr 6, brak jednak możliwości bezpośredniego wjazdu na nią. Z kibucu wyjeżdża się na zachód na drogę nr 581, którą jadąc na północ dojeżdża się do drogi ekspresowej nr 61 i moszawu Ma’or, lub jadąc na południe dojeżdża się do moszawu Achituw i drogi nr 5815 prowadzącej na wschód do kibucu Maggal. Lokalna droga prowadzi na zachód do moszawu Sede Jicchak.